# Moundville (Missouri)
Moundville és una població dels Estats Units a l'estat de Missouri. Segons el cens del 2000 tenia 103 habitants.

## Demografia
Segons el cens del 2000, Moundville tenia 103 habitants, 49 habitatges, i 31 famílies. La densitat de població era de 233,9 habitants per km².
Dels 49 habitatges en un 22,4% hi vivien nens de menys de 18 anys, en un 57,1% hi vivien parelles casades, en un 4,1% dones solteres, i en un 34,7% no eren unitats familiars. En el 32,7% dels habitatges hi vivien persones soles el 22,4% de les quals corresponia a persones de 65 anys o més que vivien soles. El nombre mitjà de persones vivint en cada habitatge era de 2,1 i el nombre mitjà de persones que vivien en cada família era de 2,63.
Per edats la població es repartia de la següent manera: un 17,5% tenia menys de 18 anys, un 5,8% entre 18 i 24, un 29,1% entre 25 i 44, un 25,2% de 45 a 60 i un 22,3% 65 anys o més.
L'edat mediana era de 44 anys. Per cada 100 dones de 18 o més anys hi havia 112,5 homes.
La renda mediana per habitatge era de 25.625 $ i la renda mediana per família de 31.875 $. Els homes tenien una renda mediana de 28.750 $ mentre que les dones 14.107 $. La renda per capita de la població era de 14.051 $. Cap de les famílies i el 2,1% de la població estaven per davall del llindar de pobresa.

## Poblacions més properes
El següent diagrama mostra les poblacions més properes.